# Antoine Berman
Antoine Berman (Frans: [bɛʁman]) (Argenton-sur-Creuse, 24 juni 1942 - Parijs, 22 november 1991) was een Franse vertaler, filosoof, vertaaltheoreticus en -historicus.

## Publicaties
- L'Épreuve de l'étranger. Culture et traduction dans l'Allemagne romantique: Herder, Goethe, Schlegel, Novalis, Humboldt, Schleiermacher, Hölderlin., Gallimard, Essais, 1984 (rééd. coll. Tel)[1]
- Pour une critique des traductions : John Donne (Œuvre posthume), Gallimard, Bibliothèque des idées, 1995
- La traduction et la lettre ou l'auberge du lointain, Seuil, 1999
- L'âge de la traduction. « La tâche du traducteur » de Walter Benjamin, un commentaire, Presses universitaires de Vincennes, 2008
- Jacques Amyot, traducteur français, Belin, 2012